# هامبتي شارما كي دولهانيا
هامبتي شارما كي دولهانيا (بالإنجليزية: Humpty Sharma Ki Dulhania)‏ هو فيلم رومانسي كوميدي هندي من بطولة عاليا بهات والممثل فارون دهاوان, والفيلم من إنتاج المخرج والمنتج كاران جوهر وتم إصداره في سنة 2014.

## عن الفيلم
يدور الفيلم عن شاب طائش يدعى هامبتي (فارون دهاوان)، الذي يسعى للنجاح في الجامعة بأي طريقة، فقام باختطاف أستاذه، هنا تعرف عل كافيا (عالية بهات)، التي غيرت حياته وأحبها رغم أنها مخطوبة من شاب يسكن في أمريكا، فقام بمساعدتها في شراء فستان الزفاف لأنها كانت محتاجة للمال بشدة، واستمر الوضع على حاله حتى التقى بوالدها الذي قام بتعديبه لأنه كشف حبه لابنته، ولكن هامبتي لم يستسلم وحارب من أجل حبه حتى فرج عليه الوضع وربح الفتاة التي يحبها.

## جوائز

### 2014
- فارون دهاوان : أفضل ممثل (كوميدي / رومانسي).

## وصلات خارجية
- هامبتي شارما كي دولهانيا على موقع IMDb (الإنجليزية)
- هامبتي شارما كي دولهانيا على موقع ميتاكريتيك (الإنجليزية)
- هامبتي شارما كي دولهانيا على موقع روتن توميتوز (الإنجليزية)
- هامبتي شارما كي دولهانيا على موقع نتفليكس (الإنجليزية)
- هامبتي شارما كي دولهانيا على موقع قاعدة بيانات الأفلام العربية
- هامبتي شارما كي دولهانيا على موقع ألو سيني (الفرنسية)
- هامبتي شارما كي دولهانيا على موقع أول موفي (الإنجليزية)
- هامبتي شارما كي دولهانيا على موقع بوكس أوفيس موجو (الإنجليزية)
- هامبتي شارما كي دولهانيا على موقع فيلمافينيتي (الإسبانية)
- هامبتي شارما كي دولهانيا على موقع قاعدة بيانات الفيلم (الإنجليزية)